# Líneas concurrentes

Ejemplo de rectas concurrentes: las diagonales de un hexágono con una sección cónica inscrita

En geometría, se dice que tres o más rectas en un plano o espacio de dimensión superior, son concurrentes si tienen intersección en un solo punto.

## Ejemplos

### Triángulos
En un triángulo, cuatro tipos básicos de conjuntos de rectas concurrentes son las alturas, las bisectrices, las medianas y las mediatrices:
- Las alturas de un triángulo se trazan desde cada vértice y se encuentran con el lado opuesto formando un ángulo recto. El punto donde se encuentran las tres alturas es el ortocentro.
- Las bisectrices son rectas que se trazan desde cada vértice del triángulo y bisecan el ángulo asociado. Todas se encuentran en el incentro.
- Las medianas conectan cada vértice de un triángulo al punto medio del lado opuesto. Las tres medianas se encuentran en el centroide (también denominado baricentro).
- Las mediatrices son rectas perpendiculares que salen de los puntos medios de cada lado de un triángulo. Las tres mediatrices se encuentran en el circuncentro.

Otros conjuntos de rectas asociadas con un triángulo también son concurrentes. Por ejemplo:
- Cualquier mediana, que necesariamente es un bisector del área de un triángulo, es concurrente con otras dos rectas que lo bisecan, cada una de las cuales es paralela a un lado del triángulo.[2]
- Una cuchilla de un triángulo es un segmento de recta que biseca el perímetro del triángulo y tiene un punto final en el punto medio de uno de los tres lados. Las tres cuchillas coinciden en el centro de la circunferencia de Spieker, que es el incírculo del triángulo medial.
- Una divisoria de un triángulo es un segmento de recta que tiene un punto final en uno de los tres vértices del triángulo y divide su perímetro en dos partes iguales. Las tres divisorias coinciden en el punto de Nagel del triángulo.
- Cualquier recta a través de un triángulo que divide el área del triángulo y su perímetro por la mitad, pasa por el incentro del triángulo, y cada triángulo tiene una, dos o tres de estas rectas.[3] Así, si hay tres de ellas, concurren en el incentro.
- El punto de Tarry de un triángulo es el punto de concurrencia de las rectas a través de los vértices del triángulo perpendicular a los lados correspondientes del primer triángulo de Brocard del primer triángulo.
- El punto de Schiffler de un triángulo es el punto de coincidencia de las rectas de Euler de cuatro triángulos: el triángulo en cuestión, y los tres triángulos que comparten dos vértices con él y tienen su incentro como el otro vértice.
- Los puntos de Napoleón y sus generalizaciones, son puntos de concurrencia. Por ejemplo, el primer punto de Napoleón es el punto de concurrencia de las tres rectas, cada una desde un vértice hasta el centroide del triángulo equilátero dibujado en el exterior del lado opuesto al vértice. Una generalización de esta noción es el punto de Jacobi.
- El punto de Longchamps es el punto de concurrencia de varias rectas con la recta de Euler.
- Tres rectas, cada una formada dibujando un triángulo equilátero externo en uno de los lados de un triángulo dado y conectando el nuevo vértice al vértice opuesto del triángulo original, son concurrentes en un punto llamado primer centro isogonal. En el caso en que el triángulo original no tenga un ángulo mayor de 120°, este punto también es el punto de Fermat.
- El punto de Apolonio es el punto de concurrencia de tres rectas, cada una de las cuales conecta un punto de tangencia del círculo al cual las circunferencias exinscritas del triángulo son tangentes internamente, al vértice opuesto del triángulo.

### Cuadriláteros
- Las dos bimedianas de un cuadrilátero (segmentos que unen puntos medios de lados opuestos) y el segmento de recta que une los puntos medios de las diagonales son concurrentes y están todos bisecados por su punto de intersección.[4]: p.125
- En un cuadrilátero circunscrito, las cuatro bisectrices concurren en el centro de la circunferencia inscrita.[5]
- Otras concurrencias de un cuadrilátero tangencial se dan en el artículo cuadrilátero circunscrito.
- En un cuadrilátero cíclico, cuatro segmentos de recta, cada uno perpendicular a un lado y que pasan por el punto medio del lado opuesto, son concurrentes.[4]: p.131,  [6] X Estos segmentos de recta se llaman malturas,,[7] que es una abreviatura de altura del punto medio. Su punto común se llama el "anticentro".
- Un cuadrilátero convexo es extratangencial si y solo si posee seis bisectrices concurrentes: las bisectrices de dos ángulos internos de vértices opuestos; las bisectrices de ángulos externos en los otros dos vértices; y las bisectrices de ángulos externos en los ángulos formados donde las extensiones de lados opuestos se cruzan.

### Hexágonos
- Si los lados sucesivos de un hexágono cíclico son "a", "b", "c", "d", "e", "f", entonces las tres diagonales principales coinciden en un solo punto si y solo si ace = bdf.[8]
- Si un hexágono tiene una sección cónica inscrita, entonces por el teorema de Brianchon sus diagonales principales son concurrentes (como en la imagen de arriba).
- Las rectas concurrentes surgen en el dual del teorema del hexágono de Pappus.
- Para cada lado de un hexágono cíclico, extiéndanse los lados adyacentes a su intersección, formando un triángulo exterior al lado dado. Entonces los segmentos que conectan los circuncentros de triángulos opuestos son concurrentes.[9]

### Polígonos regulares
- Si un polígono regular tiene un número par de lados, las diagonales que conectan vértices opuestos son concurrentes en el centro del polígono.

### Círculos
- Las mediatrices de todas las cuerdas de una circunferencia, son concurrentes en el centro de la circunferencia.
- Las rectas perpendiculares a las tangentes a una circunferencia en los puntos de tangencia, son concurrentes en el centro.
- Todos los bisectores del área y del perímetro de un círculo son diámetros, y son concurrentes en el centro del círculo.

### Elipses
- Todas los bisectores del área y del perímetro de una elipse, son concurrentes en el centro de la elipse.

### Hipérbolas
- En una hipérbola, las siguientes líneas son concurrentes: (1) una circunferencia que pasa por los focos de la hipérbola y con centro en el centro de la hipérbola; (2) cualquiera de las rectas que son tangentes a la hipérbola en los vértices; y (3) cualquiera de las asíntotas de la hipérbola.
- Las líneas siguientes son también concurrentes: (1) la circunferencia que está centrada en el centro de la hipérbola y que pasa a través de los vértices de la hipérbola; (2) ya sea la directriz; y (3) cualquiera de las asíntotas.

### Tetraedros
- En un tetraedro, las cuatro medianas y tres bimedianas son todas concurrentes en un punto llamado centroide del tetraedro.[10]
- Un tetraedro isodinámico es aquel en el que las cevianas que unen los vértices con los incentros de las caras opuestas son concurrentes, y un tetraedro isogónico posee cevianas concurrentes que unen los vértices con los puntos de contacto de las caras opuestas con la esfera inscrita del tetraedro.
- En un tetraedro ortocéntrico, las cuatro alturas son concurrentes.

## Álgebra
De acuerdo con el teorema de Rouché–Frobenius, un sistema de ecuaciones es consistente si y solo si el rango del coeficiente de la matriz es igual al rango de la matriz aumentada (la matriz de coeficientes aumentada con una columna de términos de intercepción), y el sistema tiene una única solución si y solo si ese rango común es igual al número de variables. Así, con dos variables, las k rectas en el plano, asociadas con un conjunto de k ecuaciones, son concurrentes si y solo si el rango de la matriz de coeficientes k × 2 y el rango de la matriz aumentada k × 3 son ambas 2. En ese caso, solo dos de las ecuaciones k son independentes, y el punto de concurrencia se puede encontrar resolviendo dos ecuaciones mutuamente independientes simultáneamente para las dos variables.

## Geometría proyectiva
En geometría proyectiva, en dos dimensiones, la concurrencia es el dual de la colinealidad; en tres dimensiones, la concurrencia es el dual de la coplanaridad.